# Willi Cuno

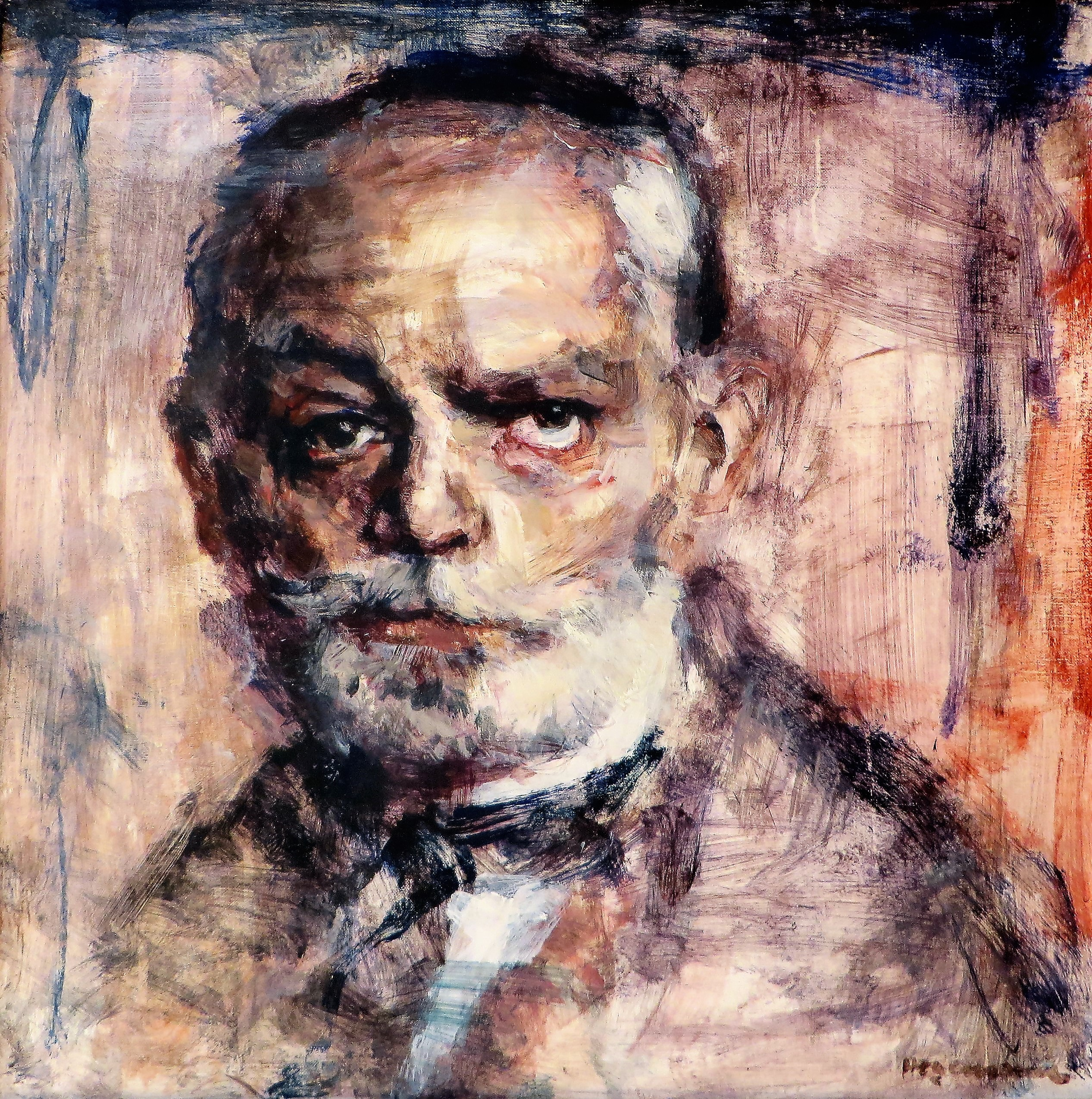
Erwin Hegemann:
Porträt von Willi Cuno

Willi Cuno (* 22. September 1860 in Berlin; † 26. Mai 1951 in Hagen) war ein deutscher Verwaltungsbeamter und erster Oberbürgermeister der kreisfreien Stadt Hagen im östlichen Ruhrgebiet.

## Leben
Willi Cuno besuchte von 1869 bis 1877 ein Gymnasium in Neukölln. Nach dem Abitur studierte er von 1877 bis 1881 in Berlin Jura und absolvierte im Anschluss sein Referendariat. Von 1881 bis 1898 war er in der Berliner Stadtverwaltung tätig, wo er die nötigen Erfahrungen in der kommunalen Verwaltung erlangte. Von 1898 bis 1901 war Cuno Beigeordneter und Stadtrat in Königsberg.
Von 1901 bis 1907 war Cuno Bürgermeister der Stadt Hagen und von 1907 bis zum 31. Dezember 1926 Oberbürgermeister von Hagen.
Cuno gehörte der Freisinnigen Volkspartei an und ab 1918 der Deutschen Demokratischen Partei (DDP). Von 1902 bis 1929 war er außerdem Mitglied des Provinziallandtages.
Von 1906 bis 1912 war Cuno Mitglied des Reichstags (Freisinnige Volkspartei). Im März und April 1920 beteiligte er sich am Widerstand gegen den Kapp-Putsch.

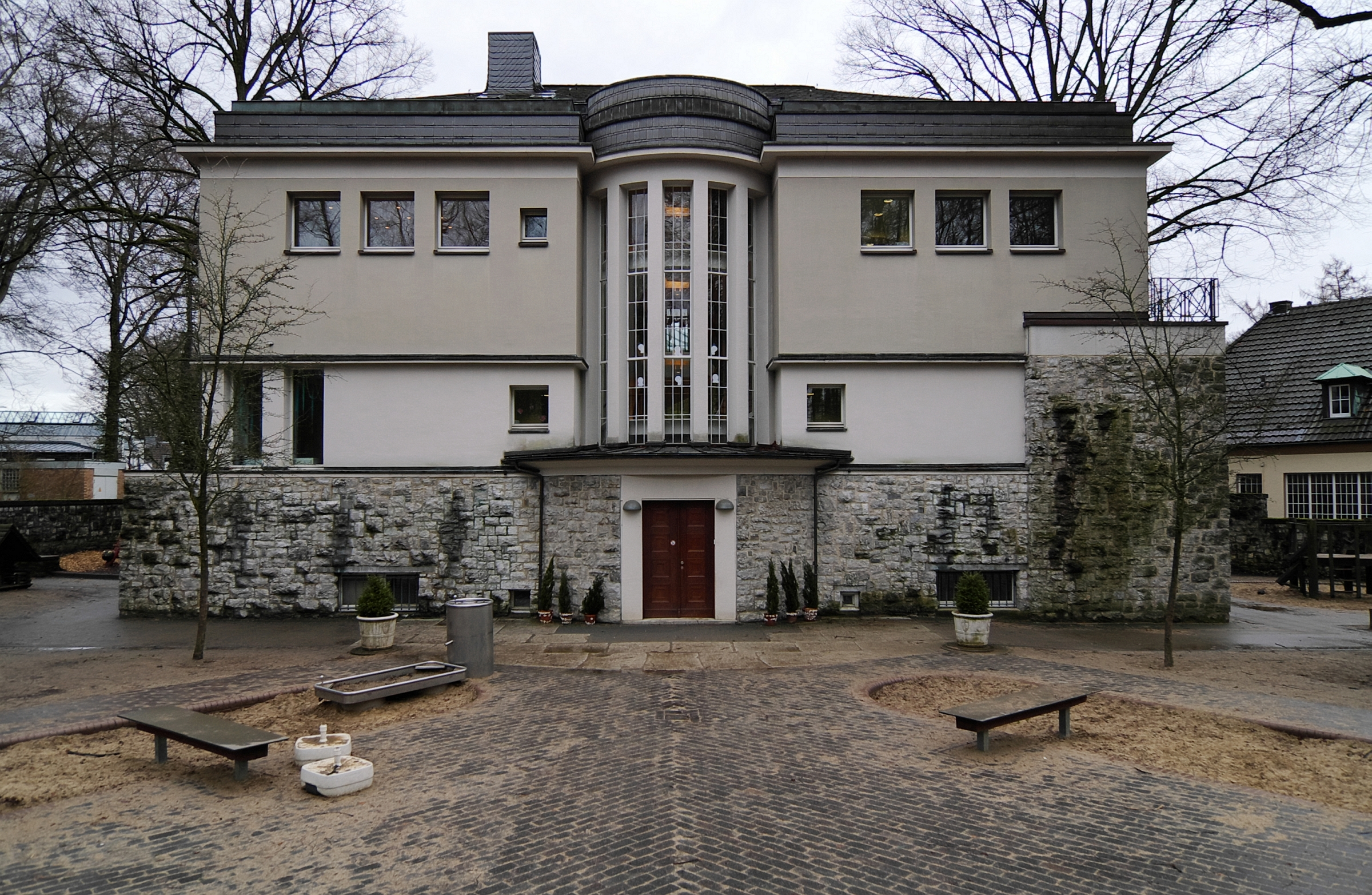
Ehemaliges Wohnhaus Cunos, die denkmalgeschützte Villa Cuno in Hagen-Eppenhausen

## Ehrungen
Kurz nach seinem Ausscheiden aus dem Amt verlieh ihm die Stadt am 7. Februar 1927 die Ehrenbürgerwürde. Sein Ehrengrab befindet sich auf dem Friedhof Delstern.
Nach Willi Cuno benannt sind:
- die Cuno-Siedlung auf dem Kuhlerkamp, deren Bau ab 1926 Cuno förderte
- das Cuno-Kraftwerk in Herdecke
- die Cunostraße im Stadtteil Emst
- das Cuno-Berufskolleg I und II in Hagen, da Cuno sich unter anderem um den Ausbau des Berufsschulwesens verdient gemacht hatte[4]

Cuno war Ehrenbürger der Universität Münster.